# Lordhowea nesiota
Genre
Espèce
Lordhowea nesiota, unique représentant du genre Lordhowea, est une espèce d'araignées aranéomorphes de la famille des Cyatholipidae.

## Distribution
Cette espèce est endémique de l'île Lord Howe à l'Est de la Nouvelle-Galles du Sud en Australie.

## Description
Le mâle holotype mesure 1,66 mm et la femelle paratype 1,47 mm.

## Publication originale
- Griswold, 2001 : A monograph of the living world genera and Afrotropical species of cyatholipid spiders (Araneae, Orbiculariae, Araneoidea, Cyatholipidae). Memoirs of the California Academy of Sciences, vol. 26, p. 1-251 (texte intégral).